# Copa de Algarve 1999
La Copa de Algarve de 1999 fue la sexta edición de este torneo. Es una competición anual de fútbol femenino organizada en la región de Algarve en Portugal.
China se alzó con la Copa tras vencer a Estados Unidos por 2 a 1 en la final. Fue la primera vez desde 1993 que la selección femenina de China derrota a Estados Unidos.

## Equipos participantes
| - Australia - China - Dinamarca - Estados Unidos | - Finlandia - Noruega - Portugal - Suecia |

## Fase de grupos

### Grupo A
| Equipo         | Pts | PJ | PG | PE | PP | GF | GC | DG |
| -------------- | --- | -- | -- | -- | -- | -- | -- | -- |
| Estados Unidos | 7   | 3  | 2  | 1  | 0  | 7  | 2  | +5 |
| Noruega        | 6   | 3  | 2  | 0  | 1  | 4  | 3  | +1 |
| Suecia         | 2   | 3  | 0  | 2  | 1  | 2  | 3  | -1 |
| Finlandia      | 1   | 3  | 0  | 1  | 2  | 0  | 5  | -5 |

| 14 de marzo | Estados Unidos   | 1:1     | Suecia           | Silves, |  |
|             | Tiffeny Milbrett | Reporte | Linda Fagerström |         |  |

| 14 de marzo | Noruega            | 1:0 | Finlandia | Silves, |  |
|             | Marianne Pettersen |     |           |         |  |

| 16 de marzo | Noruega                    | 2:1     | Suecia          | Quarteira, |  |
|             | Linda Medalen · Anita Rapp | Reporte | Malin Andersson |            |  |

| 16 de marzo | Estados Unidos                                    | 4:0     | Finlandia | Quarteira, |  |
|             | Tiffeny Milbrett · Brandi Chastain · Cindy Parlow | Reporte |           |            |  |

| 18 de marzo | Estados Unidos               | 2:1     | Noruega             | Albufeira, |  |
|             | Julie Foudy · Kristine Lilly | Reporte | Ann Kristin Aarønes |            |  |

| 18 de marzo | Suecia | 0:0     | Finlandia | Albufeira, |  |
|             |        | Reporte |           |            |  |

### Grupo B
| Equipo    | Pts | PJ | PG | PE | PP | GF | GC | DG |
| --------- | --- | -- | -- | -- | -- | -- | -- | -- |
| China     | 9   | 3  | 3  | 0  | 0  | 8  | 0  | +8 |
| Dinamarca | 4   | 3  | 1  | 1  | 1  | 6  | 3  | +3 |
| Australia | 2   | 3  | 0  | 2  | 1  | 1  | 3  | -2 |
| Portugal  | 1   | 3  | 0  | 1  | 2  | 0  | 9  | -9 |

| 14 de marzo | Dinamarca     | 1:1 | Australia    | Faro, |  |
|             | Louise Hansen |     | Julie Murray |       |  |

| 14 de marzo | China                                      | 4:0     | Portugal | Faro, |  |
|             | 2' 12' Sun Wen · 20' Liu Ying · 34' Pu Wei | Reporte |          |       |  |

| 16 de marzo | China           | 2:0 | Dinamarca | Olhão, |  |
|             | Pu Wei · (a.g.) |     |           |        |  |

| 16 de marzo | Portugal | 0:0     | Australia | Olhão, |  |
|             |          | Reporte |           |        |  |

| 18 de marzo | Dinamarca                                                                                        | 5:0     | Portugal | Montechoro, |  |
|             | 38' (a.g.) · 44' Merete Pedersen · 45' Janne Rasmussen · 66' Jeanne Axelsen · 77' Mette Jokumsen | Reporte |          |             |  |

| 18 de marzo | Australia | 0:2 | China              | Montechoro, |  |
|             |           |     | Sun Wen · Liu Ying |             |  |

## Fase final

### 7.° puesto
| 20 de marzo | Portugal                            | 2:1     | Finlandia          | Montechoro, |  |
|             | 9' Carla Couto · 36' Adilia Martins | Reporte | 70' Julia Uusmalmi |             |  |

### 5.° puesto
| 20 de marzo | Australia    | 1:1 (7:6 p.) | Suecia           | Loulé, |  |
|             | Julie Murray | Reporte      | Malin Gustafsson |        |  |

### 3.° puesto
| 20 de marzo | Noruega                            | 2:2 (4:1 p.) | Dinamarca                                 | Loulé, |  |
|             | 69' (a.g.) · 82' Cecilie Bendiksen | Reporte      | 65' Janne Rasmussen · 90' Merete Pedersen |        |  |

### Final
| 20 de marzo | China                    | 2:1     | Estados Unidos       | Loulé, |  |
|             | 16' Pu Wei · 65' Jin Yan | Reporte | 45' Tiffeny Milbrett |        |  |

| Campeón          |
| China 1.° título |

## Goleadoras
| Jugadora          | Goles |
| ----------------- | ----- |
| Tiffeny Milbrett  | 4     |
| Jin Yan           | 3     |
| Julie Murray      | 2     |
| Pu Wei            | 2     |
| Sun Wen           | 2     |
| Liu Ying          | 2     |
| Jeanee Axelsen    | 2     |
| Mette Jokumsen    | 2     |
| Cecilie Bendiksen | 2     |